# Rapidan (rivière)
Pour le barrage de Rapidan, voir Blue Earth (rivière).
La rivière Rapidan (Rapidan River) est un cours d'eau de l'Est des États-Unis. C'est le plus grand affluent de la Rappahannock, dans le centre-nord de la Virginie. Les deux rivières convergent juste à l'ouest de la ville de Fredericksburg.
Les sections inférieure de la rivière de Rapidan seront bientôt[Quand ?] préservées par une mesure de conservation. La rivière prend sa source près de Big Meadows (en) (grands prés) dans les montagnes Bleues, dans le parc national de Shenandoah. Elle forme la limite nord du comté d'Orange, qu'elle sépare du comté de Madison, au nord-ouest, et du comté de Culpeper, au nord.
La Rapidan fut le théâtre de combats importants durant la Guerre de Sécession : des champs de bataille historiques sont voisins, comme Ely's Ford, Chancellorsville, Brandy Station, Kelly's Ford et la forêt de la Wilderness.

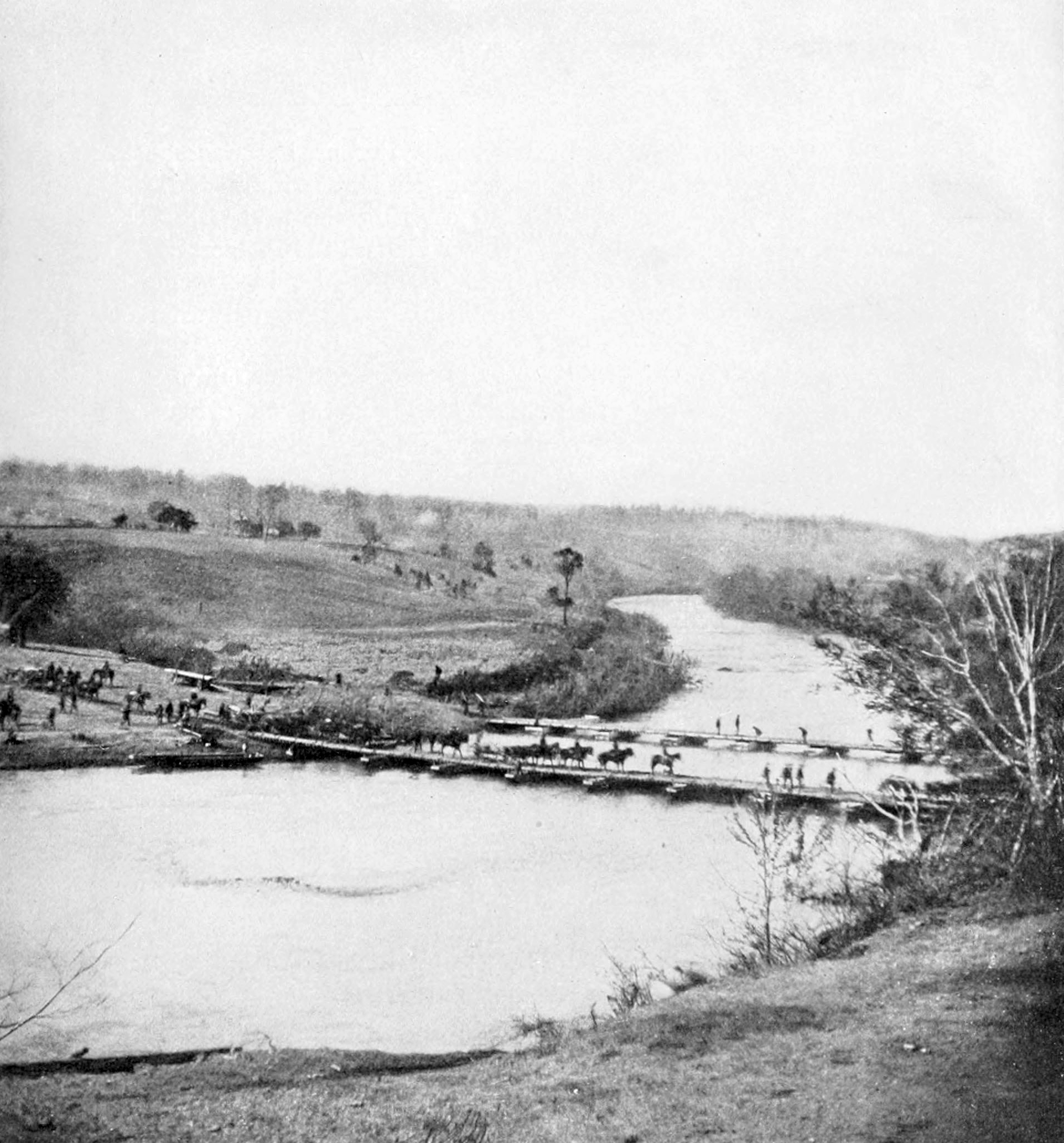
Troupes de l'Union traversant la Rapidan le 4 mai 1864, durant la bataille de Chancellorsville.

Le nom Rapidan est apparemment une combinaison du mot rapids avec le nom de la reine Anne d'Angleterre (« Rapid Ann River »).